# Zoophthora pentatomis
Zoophthora pentatomis är en svampart som först beskrevs av Z.Z. Li, och fick sitt nu gällande namn av Z.Z. Li, M.Z. Fan & B. Huang 1998. Zoophthora pentatomis ingår i släktet Zoophthora och familjen Entomophthoraceae.   Inga underarter finns listade i Catalogue of Life.